# Nógrádi-medence
A Nógrádi-medence (szlovákul: Ipeľská kotlina) Magyarországon a Börzsöny és a Cserhát között elterülő medence, amely zömében Nógrád vármegye területére esik, de nyugati része már Pest vármegye területe. Az északi rész Szlovákiához tartozik.

## Fekvése
A Nógrádi-medence nagy része 2-300 méter tengerszint feletti magasságon terül el, amelynek nyugati határa az Ipoly-völgy, keleten pedig a Salgótarjáni-medence. A medence legnagyobb szélességét Rétságnál éri el. Északi határán, a Középső-Ipoly-völgyhöz kapcsolódva nyúlik át Szlovákia területére.

## Felépítése
A medencét nagy részben a kiscelli agyag, glaukonitos homokkő, továbbá a slir és pleisztocén szoliflukciós iszapos üledék, az úgynevezett palóc lösz építi fel. Alapvető jellemzője a szoliflukciós és deráziós formák, egyébként a vízfolyások halomvidékké alakították a táj többi részét.
A medence nyugat része, az Ipoly-völgy egy fiatal süllyedékterület, míg keleti, Salgótarján térsége egy fokozatosan emelkedő, barnaszenet tartalmazó üledékes rétegsor, amely aztán átmegy vulkanikus hegységbe.
A Nógrád megyei szénbányászat szinte teljes egésze a medence területére összpontosult. A bányákat 1840-es évektől egészen az 1990-es évekig művelték. A telepek 600-700 méteres mélységben helyezkedtek el. A legintenzívebb kitermelés az 1960-as években volt.

## Élővilág
A táj hajdan erdőkben gazdag volt, amelyeknek a nagy részét a 19. századtól kezdve kivágták, mert a bányászatnak szüksége volt bányafára. Manapság az alacsonyabb térszíneken mezőgazdasági művelés folyik, csak a magasabb területeken maradtak meg a zárt erdőtársulások. Az egykori bányásztelepülések környezetét „technogén formák” jellemzik, ami az ember által okozott bányászati tevékenységet jelenti.

## Külső hivatkozások
- Dunántúli-középhegység, Északi-középhegység